# Província do Ceará
A Província do Ceará foi uma província do Reino Unido de Portugal, Brasil e Algarves, e posteriormente do Império do Brasil, criada a partir da Capitania do Ceará. E que daria, mais tarde, origem ao atual Estado do Ceará, após a promulgação da Constituição de 1891, em 24 de fevereiro daquele ano.

## Histórico
A Província do Ceará foi uma subdivisão administrativa do Império do Brasil, estabelecida em 1822, com a independência do país. Compreendia uma vasta área territorial no nordeste brasileiro, englobando o atual estado do Ceará e partes dos estados do Piauí e do Maranhão. Durante o período imperial, a província teve um papel significativo na economia e na política do Brasil, contribuindo para o desenvolvimento da região e para a consolidação do poder central.
A economia da Província do Ceará era baseada principalmente na agricultura, com destaque para a produção de algodão, açúcar, café, tabaco e outras culturas comerciais. A pecuária também desempenhava um papel importante, especialmente a criação de gado bovino. Além disso, a região possuía recursos naturais abundantes, como minérios, madeira e recursos hídricos, que impulsionavam a atividade econômica e o desenvolvimento industrial.
No aspecto político, a Província do Ceará teve uma participação ativa nos principais acontecimentos do Império do Brasil. Durante o período regencial, o Ceará foi palco de conflitos políticos e sociais, como a Revolta dos Balaios (1838-1841), que foi uma das maiores revoltas populares da história do país. Além disso, a província foi um importante centro de resistência à escravidão, com a presença de movimentos abolicionistas e libertários.
Culturalmente, a Província do Ceará contribuiu significativamente para a diversidade cultural do Brasil. A região era habitada por diversas etnias indígenas, como os tapuias e os cariris, que deixaram sua marca na cultura local. Além disso, a presença de colonizadores europeus, africanos escravizados e imigrantes de diversas partes do mundo contribuiu para a formação de uma sociedade multicultural e plural.
A Província do Ceará foi extinta em 1889, com a Proclamação da República e a consequente reorganização política do país. No entanto, seu legado perdura até os dias atuais, com a preservação de sua história, cultura e tradições. O Ceará é reconhecido como um estado rico em diversidade cultural, com uma economia diversificada e um povo hospitaleiro e acolhedor.

## Economia provinciana
A economia da Província do Ceará, no período colonial, era principalmente agrária e dependia fortemente da produção de produtos tropicais, como açúcar, algodão e tabaco, além da pecuária. Essa economia estava integrada ao sistema colonial português, que buscava extrair recursos naturais das colônias para exportação e enriquecimento da metrópole.
Durante os primeiros séculos de colonização, a produção açucareira foi a principal atividade econômica do Ceará. Grandes engenhos foram estabelecidos ao longo da costa para processar a cana-de-açúcar, que era exportada principalmente para a Europa. No entanto, devido a condições climáticas desfavoráveis e à concorrência com outras regiões produtoras, como o leste da região Nordeste e o próprio Sudeste do Brasil, a produção de açúcar no Ceará entrou em declínio a partir do século XVII.
Com o declínio da produção açucareira, outras culturas começaram a ganhar destaque na economia cearense. O algodão tornou-se uma cultura importante, especialmente nas áreas mais secas do interior, devido à resistência da planta à seca e ao solo pobre. O algodão era cultivado em grandes fazendas e exportado para os mercados internacionais, principalmente para a Inglaterra.
Além do algodão, o tabaco também se tornou uma cultura significativa na economia do Ceará colonial. A produção de tabaco era principalmente voltada para o mercado interno, mas também havia exportações para outras regiões do Brasil e para o exterior.
Outra atividade econômica importante na Província do Ceará era a pecuária. O gado era criado em grandes fazendas no interior do estado, onde pastagens extensas ofereciam condições favoráveis para a criação de animais. O gado era utilizado para consumo local, bem como para abastecer outros mercados, como o do Recife.
Além das atividades agrícolas e pecuárias, a economia da Província do Ceará também incluía o comércio e a manufatura em menor escala. As cidades costeiras, como Fortaleza, serviam como centros comerciais e portos para o escoamento da produção agrícola e a importação de bens manufaturados da Europa.

## Abolicionismo
A abolição da escravidão no Ceará, assim como em outras partes do Brasil, foi um processo gradual e complexo que culminou com a libertação dos escravos em 1884, quatro anos antes da assinatura da Lei Áurea em nível nacional.
No contexto histórico do Ceará, a abolição foi resultado de uma série de fatores sociais, econômicos e políticos que contribuíram para a gradual eliminação do sistema escravista na região. Entre esses fatores, destacam-se a resistência dos escravos, movimentos abolicionistas, mudanças econômicas e pressões internacionais.
Movimentos abolicionistas ganharam força no Ceará a partir da segunda metade do século XIX, influenciados por ideias iluministas, pela revolta dos escravos em outras regiões do país e pela crescente pressão internacional contra a escravidão. Sociedades abolicionistas foram formadas, como a Sociedade Libertadora Cearense, que lutava pela libertação dos escravos e pela abolição da escravidão.
Além disso, mudanças econômicas também contribuíram para o fim da escravidão no Ceará. O declínio da economia açucareira e a ascensão da economia do algodão e do comércio de gado tornaram o sistema escravista menos lucrativo e viável. O trabalho assalariado e livre passou a ser mais vantajoso para os proprietários de terras.
Em 1884, o Ceará decretou a libertação de todos os escravos da província, tornando-se a primeira província brasileira a abolir a escravidão, antecipando-se à Lei Áurea, que foi assinada em 1888. Essa decisão histórica foi resultado de anos de luta e mobilização por parte dos abolicionistas e da pressão popular pela libertação dos escravos.
Após a abolição, os ex-escravos enfrentaram desafios significativos de integração na sociedade, incluindo a falta de moradia, educação e oportunidades de emprego. Muitos migraram para áreas urbanas em busca de trabalho e melhores condições de vida, contribuindo para a formação da população afrodescendente no Ceará.